# Liste der Baudenkmäler in Seefeld (Oberbayern)

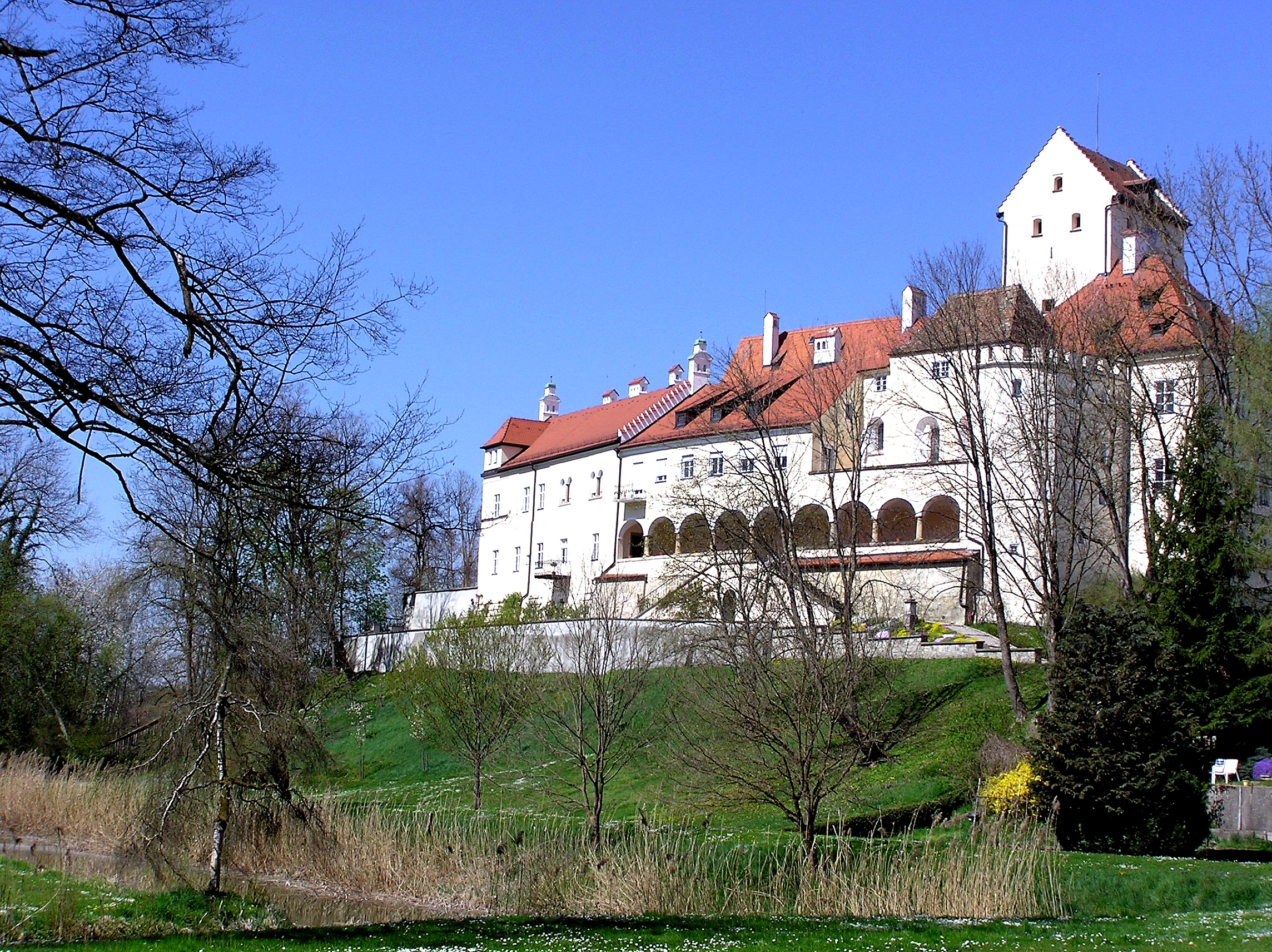
Schloss Seefeld

Auf dieser Seite sind die Baudenkmäler in der oberbayerischen Gemeinde Seefeld zusammengestellt. Diese Tabelle ist eine Teilliste der Liste der Baudenkmäler in Bayern. Grundlage ist die Bayerische Denkmalliste, die auf Basis des Bayerischen Denkmalschutzgesetzes vom 1. Oktober 1973 erstmals erstellt wurde und seither durch das Bayerische Landesamt für Denkmalpflege geführt wird. Die folgenden Angaben ersetzen nicht die rechtsverbindliche Auskunft der Denkmalschutzbehörde.

## Baudenkmäler nach Ortsteilen

### Seefeld
| Lage                                                        | Objekt                                  | Beschreibung | Akten-Nr.               | Bild                   |
| ----------------------------------------------------------- | --------------------------------------- | --- | ----------------------- | ---------------------- |
| Graf-Toerring-Straße 9 (Standort)                           | Stenglhaus                              | Kleines Wohnhaus, zweigeschossiger Flachsatteldachbau, wohl 18. Jahrhundert. | D-1-88-132-24           | Stenglhaus             |
| Graf-Toerring-Straße 11 (Standort)                          | Gräfliches Rentamt                      | Langgestreckter Walmdachbau, bezeichnet mit dem Jahr 1645. | D-1-88-132-23           | Gräfliches Rentamt     |
| Graf-Toerring-Straße 13 (Standort)                          | Äußerer Wirtschaftshof                  | Ehemalige Wagenremise, eingeschossiger Walmdachbau, wohl 18. Jahrhundert; großes Wohn- und Wirtschaftsgebäude, zweigeschossiger Walmdachbau und südöstlich angeschlossener gewölbter Stallbau (ehemalige Schweizerei), wohl 18. Jahrhundert; Stallgebäude und Stadel, breit gelagerter Walmdachbau mit gewölbtem Erdgeschoss, um Mitte 19. Jahrhundert.                | D-1-88-132-25           | Äußerer Wirtschaftshof |
| Die Straße Seefeld-Delling-Ettenhofen begleitend (Standort) | Eichenallee                             | Ende 18. Jahrhundert durch Anton Clemens von Toerring-Seefeld angelegt. | D-1-88-132-26           | weitere Bilder         |
| Schloßhof (Standort)                                        | Gräflich Toerring'sches Schloss Seefeld | Hauptschloss, zwei um einen Hof gelagerte unregelmäßige Flügel, 17./18. Jahrhundert, auf mittelalterlicher Grundlage; am Eingang Bergfried, untere Teile 13. Jahrhundert; am äußeren Südflügel Arkadenbau von Gabriel von Seidl, 1894; mit Ausstattung; ebenfalls im Südflügel Schlosskapelle, spätmittelalterlich, im 17./18. Jahrhundert ausgebaut und ausgestattet. | D-1-88-132-27           | weitere Bilder         |
| Schloßhof (Standort)                                        | Innerer Schlossgraben                   | Innerer Schlossgraben mit massiver Brücke. | D-1-88-132-27 zugehörig | weitere Bilder         |
| Schloßhof (Standort)                                        | Innerer Wirtschaftshof                  | Bräuhaus mit Bräustüberl, zweigeschossiger Trakt mit Walmdach, bezeichnet mit dem Jahr 1732. Wirtschaftsgebäude in gleicher Art wie das Bräuhaus, äußere Erscheinung wohl 1732. Barocker Brunnen in der Hofmitte. Torhaus, Rokoko, 1736. | D-1-88-132-28           | weitere Bilder         |
| Schloßhof (Standort)                                        | Äußere Schlossbrücke                    | Gemauerte Bogenbrücke über den Höllgraben, 1678. | D-1-88-132-28 zugehörig | Äußere Schlossbrücke   |
| Schloßhof (Standort)                                        | Schlossgarten                           | Ehemals barocke Anlage unter der Südseite des Schlosses. Obelisk, Ende 18. Jahrhundert, ehemals an der Dellinger Straße. Wohnhaus mit Zeltdach, ehemaliges Gärtnerhaus, Ende 18. Jahrhundert. | D-1-88-132-29           | weitere Bilder         |

### Delling
| Lage                                                  | Objekt                     | Beschreibung | Akten-Nr.              | Bild                       |
| ----------------------------------------------------- | -------------------------- | --- | ---------------------- | -------------------------- |
| Östlich der Kirche (Standort)                         | Nebengebäude des Gutshofes | Ostteil des ehemaligen Schlosses Delling, zweigeschossiger Satteldachbau mit gewölbten Erdgeschossräumen, 16./18. Jahrhundert. | D-1-88-132-8           | Nebengebäude des Gutshofes |
| Mühlstraße 2 (Standort)                               | Gutshof Delling            | Gutshaus, ökonomischer Teil des ehemaligen Hofmarksitzes Delling                                                               | D-1-88-132-8 zugehörig | weitere Bilder             |
| Mühlstraße 4 (Standort)                               | Kapelle St. Georg          | Schlichter Satteldachbau mit Dachreiter, Zentralraum mit eingezogenem Chor und Vorjoch, 1774/75 erbaut; mit Ausstattung.       | D-1-88-132-9           | weitere Bilder             |
| Antoniusberg, nahe der Straße nach Weßling (Standort) | Bildstock                  | Bildstock aus dem 16. Jahrhundert.                                                                                             | D-1-88-132-10          | weitere Bilder             |

### Drößling
| Lage                                          | Objekt                       | Beschreibung | Akten-Nr.     | Bild           |
| --------------------------------------------- | ---------------------------- | --- | ------------- | -------------- |
| Starnberger Straße 7 (Standort)               | Kirche St. Mariä Himmelfahrt | Katholische Pfarrkirche, barock, von Martin Gunetzrhainer auf gotischer Grundlage errichtet, 1688, Turm 1700; mit Ausstattung. | D-1-88-132-12 | weitere Bilder |
| Starnberger Straße, vor der Kirche (Standort) | Kriegergedächtniskapelle     | Kriegergedächtniskapelle, neubarock, um 1920.                                                                                  | D-1-88-132-13 | weitere Bilder |

### Güntering
| Lage                             | Objekt             | Beschreibung                                                                            | Akten-Nr.     | Bild               |
| -------------------------------- | ------------------ | --------------------------------------------------------------------------------------- | ------------- | ------------------ |
| Günteringer Straße 8 (Standort)  | Angerschneidergütl | Kleines Wohnhaus mit Flachsatteldach, 17./18. Jahrhundert.                              | D-1-88-132-16 | Angerschneidergütl |
| Günteringer Straße 14 (Standort) | Backofenhäusl      | Backofenhäuschen des ehemaligen Förlmarx-Hofes, kleiner Satteldachbau, 19. Jahrhundert. | D-1-88-132-17 | Backofenhäusl      |

### Hechendorf
| Lage                        | Objekt             | Beschreibung | Akten-Nr.     | Bild           |
| --------------------------- | ------------------ | --- | ------------- | -------------- |
| Hauptstraße 50 (Standort)   | Kirche St. Michael | Katholische Pfarrkirche, Chorturmanlage, Turm von 1270, Langhaus von 1702, um 1772 barock ausgebaut; mit Ausstattung. | D-1-88-132-18 | weitere Bilder |
| Nähe Hauptstraße (Standort) | Kriegerdenkmal     | Kriegerdenkmal mit Bronzelöwenfigur auf Tuffsteinsockel, um 1925.                                                     | D-1-88-132-19 | Kriegerdenkmal |

### Meiling
| Lage                     | Objekt                | Beschreibung | Akten-Nr.     | Bild           |
| ------------------------ | --------------------- | --- | ------------- | -------------- |
| Dorfstraße 22 (Standort) | Kirche St. Margaretha | Katholische Filialkirche, im Kern spätmittelalterlich, Ausbau im 18. Jahrhundert, Dachreiter 1891.              | D-1-88-132-20 | weitere Bilder |
| Hirtenfeld (Standort)    | Rauscherstein         | Gedenkstein, gesetzt zur Erinnerung an Georg von Rauscher (gestorben 1916), um 1927/1928; nördlich am Waldrand. | D-1-88-132-21 | Rauscherstein  |

### Oberalting
| Lage                           | Objekt                    | Beschreibung | Akten-Nr.    | Bild           |
| ------------------------------ | ------------------------- | --- | ------------ | -------------- |
| Drößlinger Straße 4 (Standort) | Pfarrhaus                 | Ehemaliges Drößlinger Pfarrhaus, zweigeschossiger barocker Zeltdachbau mit Traufgesims, (dendrochronologisch datiert) 1720, Umbau 1833 und 1880–1900 (Umwandlung des Wirtschafts- zum Wohnteil).                                                           | D-1-88-132-2 | Pfarrhaus      |
| Marienplatz 1 (Standort)       | Kirche St. Peter und Paul | Katholische Pfarrkirche, Chor und Turmunterbau um 1489, Langhaus und Chorausbau um 1675, Turmobergeschoss und Zwiebelhaube wohl gleichzeitig, mit Ausstattung; Friedhof, alter Teil, mit Ummauerung und Grabdenkmälern des 19. bis frühen 20. Jahrhundert. | D-1-88-132-3 | weitere Bilder |
| Marienplatz 9 (Standort)       | Spital                    | Ehemaliges Spital, gegründet 1439. Erdgeschossiger Teil mit hohem Halbwalmdach, im Kern wohl 15. Jahrhundert, erneuert um 1820/30, Südosttrakt zweigeschossig mit Walmdach, wohl um 1820/30.                                                               | D-1-88-132-5 | weitere Bilder |
| Marienplatz (Standort)         | Marienbrunnen             | Marienfigur, gusseisern, 1873 (auf erneuerter Brunnenanlage). | D-1-88-132-6 | Marienbrunnen  |
| Stampfgasse 3 (Standort)       | Wohnhaus                  | Kleines Wohnhaus, zweigeschossiger Satteldachbau, 1. Hälfte 19. Jahrhundert. | D-1-88-132-7 | Wohnhaus       |

### Tiefenbrunn
| Lage                       | Objekt     | Beschreibung | Akten-Nr.     | Bild           |
| -------------------------- | ---------- | --- | ------------- | -------------- |
| Gut Tiefenbrunn (Standort) | Herrenhaus | Zweigeschossiger Steilsatteldachbau, im Kern 17. Jahrhundert, Ausbau mit Treppengiebeln um 1905; Teile der Hofmauer mit Torbogen, 17. Jahrhundert; Grenzstein, 16./17. Jahrhundert, im Garten. | D-1-88-132-30 | weitere Bilder |

### Unering
| Lage               | Objekt            | Beschreibung | Akten-Nr.     | Bild           |
| ------------------ | ----------------- | --- | ------------- | -------------- |
| Unering (Standort) | Kirche St. Martin | Katholische Filialkirche, barocke Zentralanlage, 1731 von Johann Michael Fischer, Westturm 1833; mit Ausstattung; Friedhof mit Ummauerung und Grabkapelle der Tiefenbrunner Gutsherrschaften, 19. Jahrhundert. (Zur Geschichte der Kirche) | D-1-88-132-31 | weitere Bilder |

## Ehemalige Baudenkmäler
In diesem Abschnitt sind Objekte aufgeführt, die früher einmal in der Denkmalliste eingetragen waren, jetzt aber nicht mehr. Objekte, die in anderem Zusammenhang also z. B. als Teil eines Baudenkmals weiter eingetragen sind, sollen hier nicht aufgeführt werden. Aktennummern in diesem Abschnitt sind ehemalige, jetzt nicht mehr gültige Aktennummern.

| Lage                                   | Objekt   | Beschreibung | Akten-Nr. | Bild     |
| -------------------------------------- | -------- | --- | --------- | -------- |
| Ettenhofen Ettenhofener Weg (Standort) | Gutshaus | Ehemaliges Vorwerk von Schloss Delling. Wohnteil massiver Satteldachbau, 17./18. Jahrhundert. Letztes Gebäude eines abgegangenen Dorfes. |           | Gutshaus |

## Abgegangene Baudenkmäler
In diesem Abschnitt sind Objekte aufgeführt, die früher einmal in der Denkmalliste eingetragen waren, jetzt aber nicht mehr existieren, z. B. weil sie abgebrochen wurden. Aktennummern in diesem Abschnitt sind ehemalige, jetzt nicht mehr gültige Aktennummern.

| Lage                                   | Objekt    | Beschreibung | Akten-Nr. | Bild |
| -------------------------------------- | --------- | --- | --------- | ---- |
| Seefeld Herrschinger Straße (Standort) | Sägemühle | Ehemalige von Toerring'sche Holzsägemühle. Sägeeinrichtung mit oberschlächtigem Wasserrad für Hoch- und Kreissäge, Anfang 20. Jahrhundert |           | BW   |
| Oberalting Marienplatz 2 a (Standort)  | Schule    | Ehemaliges Schulhaus, Traufseitbau mit Krüppelwalmdach, 1729, äußere Erscheinung biedermeierlich, Anfang 19. Jahrhundert                  |           | BW   |